# Первая космическая скорость

Движение искусственного спутника Земли по геостационарной орбите с первой космической скоростью

Анализ первой и второй космической скорости по Исааку Ньютону. Снаряды A и B падают на Землю. Снаряд C выходит на круговую орбиту, D — на эллиптическую. Снаряд E улетает в открытый космос.

Пе́рвая косми́ческая ско́рость (кругова́я ско́рость) — горизонтальная скорость для заданной высоты над поверхностью планеты, которую необходимо придать объекту, чтобы он совершал движение по строго круговой орбите вокруг планеты. Первая космическая скорость для орбиты, расположенной вблизи поверхности Земли, составляет 7,91 км/с. Впервые первая космическая скорость была достигнута космическим аппаратом СССР «Спутник-1» 4 октября 1957 года.

## Вычисление и понимание
В инерциальной системе отсчёта на объект, движущийся по круговой орбите вокруг Земли, будет действовать только одна сила — сила тяготения Земли. При этом движение объекта не будет ни равномерным, ни равноускоренным. Происходит это потому, что скорость и ускорение (величины не скалярные, а векторные) в данном случае не удовлетворяют условиям равномерности/равноускоренности движения — то есть движения с постоянной (по величине и направлению) скоростью/ускорением. Действительно — вектор скорости будет постоянно направлен по касательной к поверхности Земли, а вектор ускорения — перпендикулярно ему к центру Земли, при этом по мере движения по орбите эти векторы постоянно будут менять своё направление. Поэтому в инерциальной системе отсчёта такое движение часто называют «движение по круговой орбите с постоянной по модулю скоростью».
Уравнение второго закона Ньютона для тела, принимаемого за материальную точку, движущегося по орбите вокруг планеты c радиальным распределением плотности, можно записать в виде
{\displaystyle ma=G{\frac {Mm}{R^{2}}},}
где {\displaystyle m} — масса объекта, {\displaystyle a} — его ускорение, {\displaystyle G} — гравитационная постоянная, {\displaystyle M} — масса планеты, {\displaystyle R} — радиус орбиты.
В общем случае при движении тела по окружности с постоянной по модулю скоростью {\displaystyle v} его ускорение равно центростремительному ускорению {\displaystyle {\frac {v^{2}}{R}}\ .} С учётом этого уравнение движения с первой космической скоростью {\displaystyle v_{1}} приобретает вид:
{\displaystyle m{\frac {v_{1}^{2}}{R}}=G{\frac {Mm}{R^{2}}}.}
Отсюда для первой космической скорости следует
{\displaystyle v_{1}={\sqrt {G{\frac {M}{R}}}}.}
Радиус орбиты складывается из радиуса планеты {\displaystyle R_{0}} и высоты над её поверхностью {\displaystyle h}. Соответственно, последнее равенство можно представить в виде
{\displaystyle v_{1}={\sqrt {\frac {GM}{R_{0}+h}}}.}
Подставляя численные значения для орбиты, расположенной вблизи поверхности Земли (h ≈ 0, M = 5,97·1024 кг, R0 = 6 371 000 м (радиус указывается в метрах), G=6.67·10-11 м³·кг⁻¹·с⁻²), получаем
{\displaystyle v_{1}\approx } 7900 м/с.
Период обращения спутника по круговой орбите равен:
{\displaystyle T={\frac {2\pi R}{v}}=2\pi R{\sqrt {\frac {R}{GM}}}.}
При удалении спутника от центра Земли на расстояние 42 200 км период обращения становится равным 24 часа, то есть времени обращения Земли вокруг своей оси. Если запустить на круговую орбиту спутник на такой высоте в сторону вращения Земли в плоскости экватора, то он будет висеть над одним и тем же местом поверхности Земли на высоте 35 800 км (геостационарная орбита).
С увеличением высоты орбиты первая космическая скорость уменьшается. Так, на высоте 100 км над поверхностью Земли она равна 7 844 м/с, а на высоте 300 км — 7 726 м/с.
Другое выражение первой космической скорости имеет вид: {\displaystyle v_{1}={\sqrt {gR}}}, где {\displaystyle g} — ускорение свободного падения на расстоянии {\displaystyle R} от центра Земли.
Если скорость тела направлена горизонтально и при этом больше первой космической скорости, но меньше второй космической, то орбита представляет собой эллипс.